# للأسرار خيوط (مسلسل)
للأسرار خيوط، هو مسلسل دراما إماراتي يعرض الأفكار والحياة والوطن والإنسان والأرض والتضحية من أجلها، ويتناول بجرأة حياة الخليجيين حقبة أربعينيات وخمسينيات القرن الماضي.
فكرة المسلسل مأخوذة عن نص للشاعر الإماراتي محمد سعيد الضنحاني، اما الممثلين المساركين فهم من 6 دول عربية.

## القصة
يدور المسلسل حول (الدالية) وهي عبارة عن رمز كبير لإحدى البلدات القديمة في منطقة الخليج العربي، يعمل أهلها في الصيد وبيع السمك والغوص وكل ما له علاقة بالبحر إلى جانب الزراعة والعناية بالنخيل والتمور.